# NGC 4150
NGC 4150 (również PGC 38742 lub UGC 7165) – galaktyka soczewkowata (S0), znajdująca się w gwiazdozbiorze Warkocza Bereniki. Została odkryta 13 marca 1785 roku przez Williama Herschela. Galaktyka ta jest położona w odległości około 44 milionów lat świetlnych od Ziemi.

Jądro galaktyki NGC 4150 (HST)

Galaktyka NGC 4150 zawiera strumienie pyłu i gazu oraz zgrupowania młodych, niebieskich gwiazd młodszych niż miliard lat. Powstanie tych gwiazd zostało zainicjowane poprzez wchłonięcie przez NGC 4150 pobliskiej galaktyki karłowej. Gromady młodych, niebieskich gwiazd tworzą pierścień wokół jądra galaktyki, który wiruje wraz z nią. Obszar ten ma średnicę około 1300 lat świetlnych. Wokół jądra złożonego z populacji starych gwiazd są widoczne długie włókna pyłu. Analiza barw widma gwiazd wykazała, że produkcja nowych gwiazd zaczęła się stosunkowo niedawno, około miliarda lat temu. Z czasem jednak tempo formowania gwiazd zmalało.
Najmłodsze gwiazdy NGC 4150 mają około 50 milionów lat. Dla porównania większość gwiazd w galaktyce ma około 10 miliardów lat. Jednak ilość metali w nowo powstałych gwiazdach jest bardzo niska, co wskazuje, że wchłonięta galaktyka karłowata również miała niską metaliczność, a jej masa była około 20 razy mniejsza niż masa NGC 4150.